# Mezenskaïa Pijma
La Mezenskaïa Pijma (russe : Мезенская Пижма) est une rivière s'écoulant dans la République des Komis, dans les districts d'Ust-Tsilemsky et de Leshukonsky de l'oblast d'Arkhangelsk en Russie. 
La rivière est un affluent du Mezen.